# Włodzimierz Kotkowski

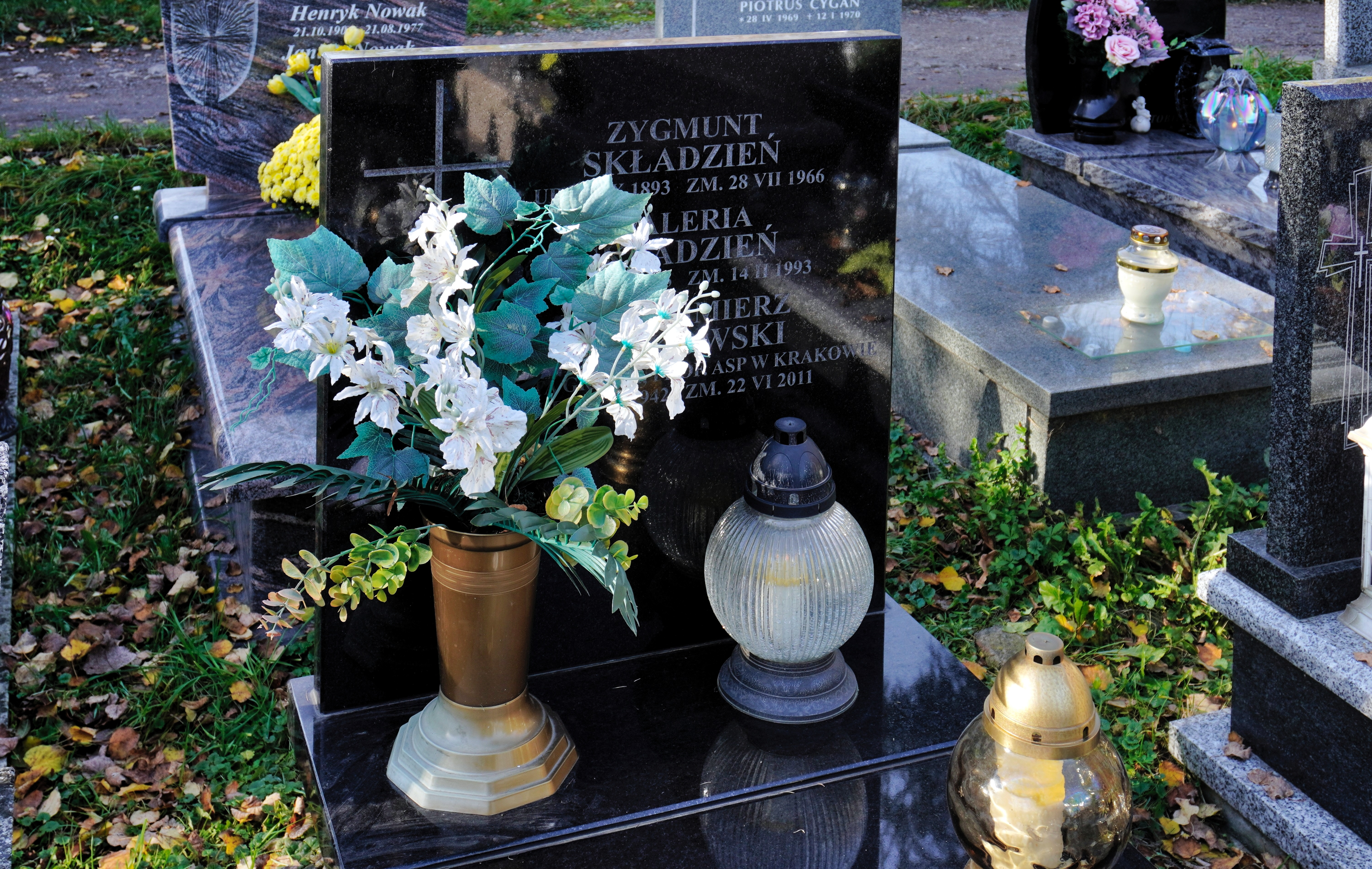
Grób prof. Włodzimierza Kotkowskiego na Cmentarzu Rakowickim w Krakowie

Włodzimierz Kotkowski (ur. 7 lipca 1942 w Łodzi, zm. 22 czerwca 2011 w Krakowie) – polski artysta grafik, pedagog. Profesor Akademii Sztuk Pięknych w Krakowie oraz Uniwersytetu Rzeszowskiego.
Uczestnik około 150 wystaw.

## Ważniejsze wystawy
Wybrane wystawy indywidualne po roku 1980:
- 1981 Galeria BWA Kłodzko, Polska
- 1984 Leoben, Austria
- 1992 Galeria ASKE Oslo, Norwegia
- 1993 Galeria Spicchi dell Est, Rzym, Włochy
- 1995 Galeria Kunstadvies E. Vruggink, Zutphen, Holandia
- 1995 Mała Galeria Grafiki Lublin, Polska
- 1999/2000 Wystawa mezzotint, Europejska Akademia Sztuki, Warszawa, Polska
- 2005/2006 „Notatki z roku 2005.”, Galeria BWA Rzeszów, Polska
- 2007 „Mezzotinty i inne grafiki” Muzeum Zamkowe w Malborku, Polska
- 2008 „Włodzimierz Kotkowski” Frederikshavn Kunsmuseum, Dania

Wykaz ważniejszych wystaw po roku 1984:
- 1984 International Biennal of Graphic Grado, Wenecja, Włochy
- 1984 X Międzynarodowe Biennale Grafiki Kraków, Polska
- 1986 Międzynarodowe Biennale Małej Formy BWA Łódź, Polska
- 1989 Mistrzowie Współczesnej Grafiki Polskiej, Museo Nacional de la Estampa, Meksyk
- 1989 V Międzynarodowe Quadriennale Małej Formy Graficznej, Bańska Bystrzyca
- 1990 Contemporary Polish Art., Boston Art.Centre”, Boston, USA
- 1993 Międzynarodowy Konkurs Graficzny, Biella „Premio Biella”- Włochy
- 1994 II Triennale Grafiki Polskiej,Katowice, Polska
- 1994 II Międzynarodowe Triennale Grafiki w Krakowie, Polska
- 1995 XXI International Biennial of Graphic Art., Ljubljana, Słowenia
- 1997 Tama International Print Exhibition Poland & Japan, Tokio,
- 1998 V Biennal International de Grabado Caixa Ourense Hiszpania
- 1999 Rassegna Internazionale d’Incisione Contemporanea, Este Italia, Włochy
- 2000/2001 Contemporary Cracov Graphic, Society for ART., Chicago, USA
- 2006“Grafika ze zbiorów krakowskiej ASP 1946-2006”, Arsenał, Muzeum Czartoryskich, Kraków, Polska
- 2008 Międzynarodowe Triennale Sztuk Graficznych „Imprint” Warszawa, Polska
- 2008 „Mistrzowie Technik Graficznych” Galeria Politechniki w Białym Stoku, Polska
- 2009 „Sztuka i Edukacja”, Pałac Sztuki w Krakowie, Polska
- 2009 Grafika Polska w zbiorach Amerykańskich. Muzeum Szołajskich w Krakowie, Polska
- 2010 International Print Exhibition, Poland and Japan – Kyoto, Japonia

## Nagrody
Jako grafik prof. Włodzimierz Kotkowski osiągnął międzynarodowe sukcesy i uznanie. W 1971 roku otrzymał medal honorowy na V Międzynarodowym Biennale Exslibrisu Współczesnego, w Malborku. W 1979 roku medal honorowy na Międzynarodowym Biennale Małej Formy Graficznej w Łodzi. W 1980 roku medal na Międzynarodowym Biennale Grafiki, Frechen, Niemcy. W 1993 roku nagrodę specjalną w Międzynarodowym Konkursie Graficznym „Premio Biella”, Biella, Włochy. W 1994 roku nagrodę regulaminową na Triennale Grafiki Polskiej w Katowicach. W 1994 roku wyróżnienie w Ogólnopolskim Konkursie Graficznym w Łodzi. W 1995 roku nagrodę regulaminową na Międzynarodowym Triennale „Mezzotinta 95” w Gdańsku

## Kolekcje
Prace w wybranych kolekcjach:
Muzeum w Portland USA, Muzeum Narodowe w Krakowie, Muzeum Narodowe w Warszawie, Biblioteka Narodowa Warszawa, Biblioteka Jagiellońska, Kraków, Muzeum Okręgowe im. Leona Wyczółkowskiego w Bydgoszczy, Bydgoszcz, Muzeum Zamkowe w Malborku, Brugia – Stedelijke Museum, Kolekcja Vanni Scheiviller, Mediolan Italia. Biblioteka Kongresu Stanów Zjednoczonych USA.